# Noregs Mållag
Noregs Mållag blev stiftet på et stævne 4. februar – 5. februar 1906 i Kristiania (som «Norigs Maallag») for at fremme landsmål (nynorsk). Det nuværende navn er fra 1922. Hovedkravet fra stiftelsesmødet var at den ene skriftlige prøve til artium (studentereksamen) skulle være på nynorsk (landsmål)". Tidspunktet var ikke tilfældigt. Dagen efter åbnede partiet Venstres landsmøde, hvor forslaget fik flertal.
Et år senere bar organisationens arbejde frugt, og Stortinget vedtog ordningen med obligatorisk sidemålsstil til artium med over to tredjedeles flertal. Selv om målsagen traditionelt var en venstresag, stemte 13 af 31 Høyre-repræsentanter i Odelstinget for forslaget.
I arbejdsprogrammet fra 1921 blev det fastslået, at "Det norske målet skal verta atterreist til einaste riksmål i landet."
I efterkrigstiden har nynorsk været i defensiven i den norske sprogstrid, og Nores Mållag har derfor nedtonet tanken om, at nynorsk skulle være det eneste skriftsprog i Norge, og markeret sig mere i kampen for dialektbrug. Fra denne tid kommer slagordet "Snak dialekt, skriv nynorsk".
Organisationen udgiver medlemsbladet Norsk Tidend og uddeler Nynorsk litteraturpris og Nynorsk barnelitteraturpris. Noregs Mållag har anno 2013 ca. 12 000 medlemmer.

## Organisation

### Fylkeslag
1. Aust-Agder Mållag
2. Austmannalaget (Hedmark og Oppland bortset fra Valdres)
3. Buskerud Mållag
4. Fylkesmållaget Vikværingen (Oslo, Akershus og Vestfold)
5. Hordaland Mållag
6. Karmsund Mållag (del af Rogaland og Hordaland)
7. Naumdøla Mållag
8. Nordland Mållag
9. Nordmøre Mållag
10. Rogaland Mållag
11. Romsdal Mållag
12. Sogn og Fjordane Mållag
13. Sunnmøre Mållag
14. Telemark Mållag
15. Troms og Finnmark Mållag
16. Trønderlaget (Nord-Trøndelag og Sør-Trøndelag, bortset fra Namdalen)
17. Valdres Mållag
18. Vest-Agder Mållag
19. Yrkesmållaga
20. Østfold Mållag
21. Direkte indmelde lag
  - Kvinnherad Mållag
  - Skedsmo Mållag
  - Vefsn Mållag

Direkte indmeldte lag, eller slet og ret indmeldte lag, er lag som er med i Noregs Mållag uden at være med i et fylkesmållag. I 2004 havde disse lag 103 medlemmer.
Norsk Målungdom har rettigheder som et fylkeslag.

### Yrkesmållag
- Juristmållaget
- Landbruksmållaget
- Løvebakken Mållag
- Mediemållaget
- Medisinsk Mållag
- Noregs Lærarmållag
- Trafikklærarmållaget

### Formænd og ledere
I 1982 blev «formann» ændret til «leiar». Eftersom ledere vælges på alle ordinære landsmøder, er valgperioden på et år.
- 2009– Håvard B. Øvregård
- 2006–09 Hege Myklebust
- 2005–06 Nils T. Ulvund
- 2005–05 Steinulf Tungesvik
- 2003–05 Endre Otto Brunstad
- 2002–03 Håvard Teigen
- 2002–02 Vidar Lund
- 1999–02 Oddmund Løkensgard Hoel
- 1997–99 Liv Ingebrigtsen
- 1994–97 Olav Randen
- 1993–94 Jan Olav Fretland
- 1991–93 Kristian Ihle Hanto
- 1989–91 Marta Andrea Østerås Falch
- 1987–89 Jon Låte
- 1984–87 Ola E. Bø
- 1981–84 Maria Høgetveit Berg
- 1979–81 Dagfinn Hjellbrekke
- 1977–79 Kjell Snerte
- 1975–77 Ola Breivega
- 1973–75 Johan Krogsæter
- 1971–73 Steinar Lægreid
- 1970–71 Bjarne Slapgard
- 1965–70 Hans Olav Tungesvik
- 1963–65 Trygve Bjørgo
- 1960–63 Ivar Eskeland
- 1958–60 Magne Skodvin
- 1957–58 Hartvig Kiran
- 1952–57 Knut Robberstad
- 1949–52 Asbjørn Øverås
- 1946–49 Hans Eidnes
- 1936–46 Knut Markhus (virksomheten lagt ned 1942–45)
- 1932–36 Anders Todal
- 1930–32 Gustav Indrebø
- 1926–30 Torleiv Hannaas
- 1925–26 Knut Liestøl
- 1921–25 Halvdan Koht
- 1917–21 Olaus Islandsmoen
- 1915–17 Fredrik Voss
- 1912–15 Nikolaus Gjelsvik
- 1909–12 Jørgen Løvland
- 1906–09 Marius Hægstad

### Æresmedlemmer
- Berge Furre, Oslo (2006)
- Marie Lovise Widnes, Hareid (2006)
- Audun Heskestad, Rælingen (2006)
- Bjørnar Østgård, Tromsø (2005)
- Torolv Hesthamar, Ullensvang (2000)
- Olga Meyer, Oslo (2000)
- Magne Rommetveit, Nesodden (1998)
- Einfrid Perstølen, Asker (1992)